# دائرة القليعة
دائرة القليعة هي إحدى دوائر ولاية تيبازة الجزائرية ومقرها القليعة، وتضم البلديات التالية:
- القليعة
- الشعيبة
- حطاطبة

## التعليم الجامعي
تضم هذه الدائرة العديد من مؤسسات التعليم الجامعي، منها:
- المدرسة العليا للتجارة.[2]

## الشؤون الدينية

### المساجد
تحتوي هذه الدائرة على العديد من المساجد التي تشرف عليها مديرية الشؤون الدينية والأوقاف لولاية تيبازة تحت وصاية وزارة الشؤون الدينية والأوقاف.

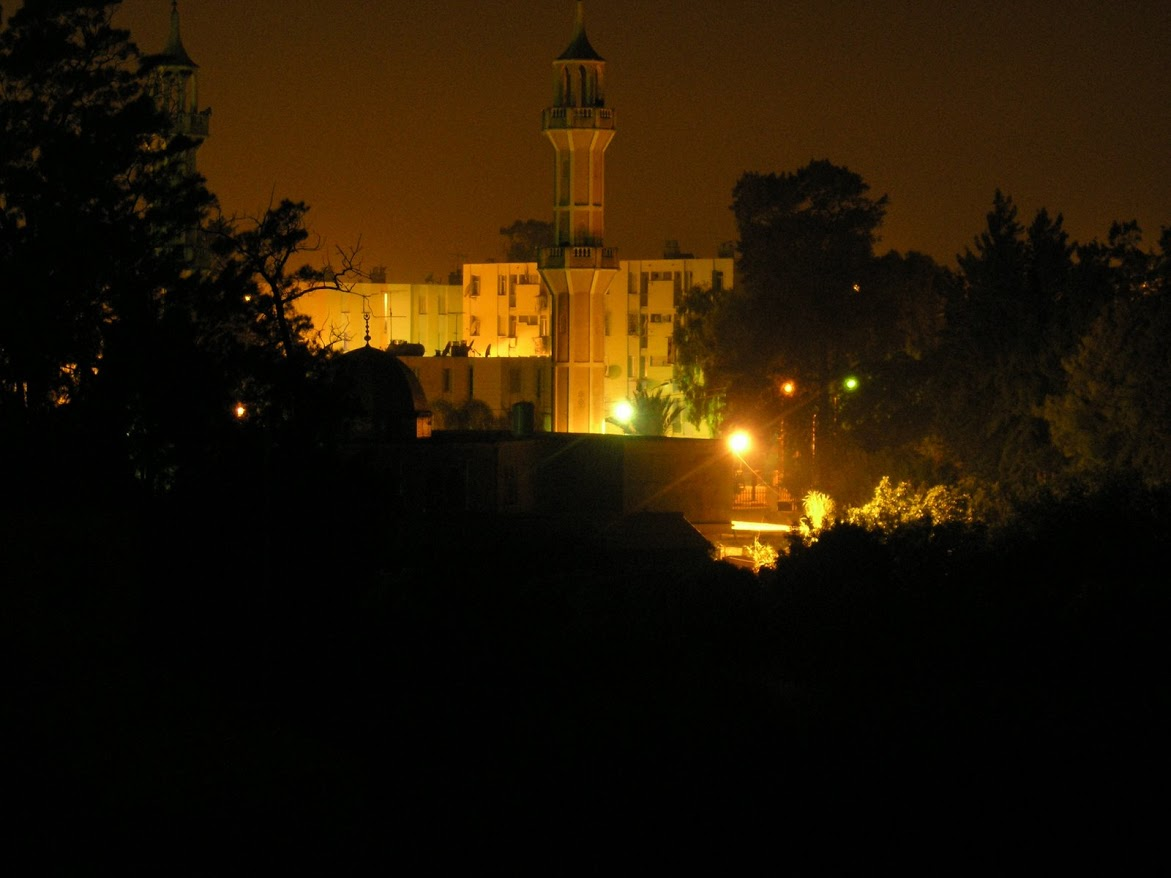
مسجد القليعة
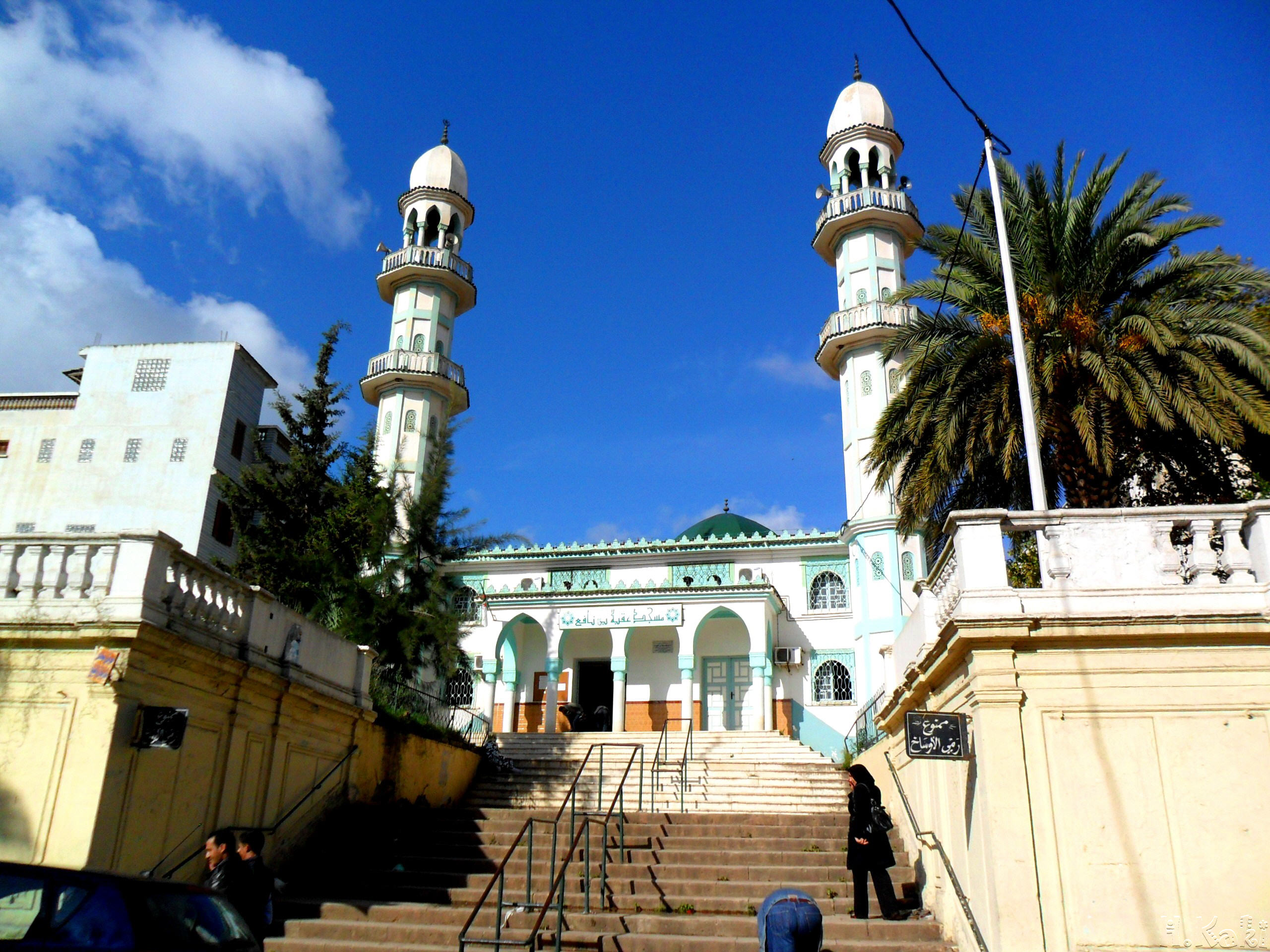
مسجد عقبة بن نافع

### الزوايا
- «زاوية سيدي علي مبارك» (القليعة).